# Renato Babić
Renato Babić (* 27. November 2002) ist ein kroatischer Fußballspieler.

## Karriere
Babić begann seine Karriere bei der WSG Wattens. Im Dezember 2009 wechselte er in die Jugend des FC Wacker Innsbruck. Zur Saison 2011/12 kehrte er nach Wattens zurück. Im Januar 2014 wechselte er ein zweites Mal zu Wacker. Zur Saison 2016/17 kam er in die AKA Tirol, in der er bis zur U-16 spielte. Zur Saison 2018/19 kehrte er zu Wacker zurück, wo er fortan für die dritte Mannschaft spielte. Für diese kam er in seiner ersten Saison zu 13 Einsätzen in der achtklassigen 1. Klasse zum Einsatz.
Zur Saison 2019/20 rückte er in den Kader der zweiten Mannschaft. Bis zum COVID-bedingten Saisonabbruch absolvierte er acht Partien für Innsbruck. In der Saison 2020/21, die ebenfalls abgebrochen wurde, spielte er viermal für Wacker II und neunmal für die nunmehr siebtklassige dritte Mannschaft. Im November 2021 stand er gegen den FC Dornbirn 1913 erstmals im Profikader der Tiroler, kam allerdings noch nicht zum Einsatz. Sein Debüt in der 2. Liga gab er schließlich im Februar 2022, als er am 17. Spieltag der Saison 2021/22 gegen die Kapfenberger SV in der Startelf stand. Bis Saisonende kam er zu fünf Einsätzen. Nach der Saison 2021/22 war Wacker insolvent, woraufhin der Verein in den Amateurbereich versetzt wurde. Babić verließ die Innsbrucker daraufhin.
Im Anschluss wechselte er im September 2022 nach Kroatien zum Zweitligisten NK Solin. Für Solin kam er aber nur viermal in der 2. HNL zum Einsatz. Im Januar 2023 wechselte er weiter nach Slowenien zum Zweitligisten NK Krško. Auch für Krško absolvierte er nur vier Partien in der 2. SNL. Zur Saison 2023/24 kehrte Babić nach Österreich zurück und wechselte zu den Amateuren der WSG Tirol. In seiner ersten Spielzeit absolvierte er 31 Partien in der Regionalliga Tirol, in denen er 23 Tore erzielte. Zur Saison 2024/25 wurde er anschließend in den Bundesligakader der WSG befördert. Zu einem Profieinsatz kam er für die WSG aber nicht. Nach der Saison 2024/25 verließ er den Verein.
Zur Saison 2025/26 wechselte er anschließend zum viertklassigen SK St. Johann.